# Jamal Alioui
Jamal Alioui, arab. جمال عليوي (ur. 2 czerwca 1982 w Saint-Étienne) – piłkarz marokański grający na pozycji prawego obrońcy. Posiada także obywatelstwo francuskie.

## Kariera klubowa
Alioui urodził się w Saint-Étienne w rodzinie marokańskich emigrantów. Piłkarską karierę rozpoczął w pobliskim Lyonie w tamtejszym Olympique Lyonnais. W 2001 roku zaczął występować w rezerwach tego klubu w CFA i grał w nich przez dwa lata, nie przebił się jednak do podstawowego składu i w 2003 roku wyjechał do włoskiej Perugii. W Serie A zadebiutował 31 sierpnia w zremisowanym 2:2 meczu ze Sieną. Wystąpił w 5 spotkaniach ligowych rundy jesiennej oraz w kilku w Pucharze Intertoto i Pucharze UEFA, a na wiosenną został wypożyczony do drugoligowej Catanii, w której zagrał tylko w 3 meczach. Sezon 2004/2005 także spędził w Perugii, która w międzyczasie spadła do Serie B.
Latem 2005 Alioui przeszedł do innego drugoligowego włoskiego klubu, FC Crotone. Tam grał przez pół roku i w styczniu 2006 wrócił do Francji. Został wypożyczony do FC Metz, a 7 marca zadebiutował w Ligue 1 w zremisowanym 0:0 meczu z AS Nancy. Z Metz spadł jednak do Ligue 2 i latem 2006 powrócił do Crotone. Tam występował przez kolejne pół sezonu.
W 2007 roku Jamal został sprzedany do szwajcarskiego FC Sion. W Swiss Super League zadebiutował 1 lutego w przegranym 0:2 wyjazdowym spotkaniu z FC Luzern. Ze Sionem zajął 3. miejsce w lidze.
| Sezon   | Klub              | Kraj       | Rozgrywki   | Mecze | Bramki | Rozgrywki Europy                       | Mecze | Bramki |
| ------- | ----------------- | ---------- | ----------- | ----- | ------ | -------------------------------------- | ----- | ------ |
| 2001/02 | Olympique Lyon B  | Francja    | CFA         | 17    | 0      | –                                      | –     | –      |
| 2002/03 | Olympique Lyon B  | Francja    | CFA         | 25    | 1      | –                                      | –     | –      |
| 2003/04 | AC Perugia        | Włochy     | Serie A     | 5     | 0      | Puchar Intertoto UEFA Liga Europy UEFA | 6 1   | 0      |
| 2003/04 | Calcio Catania    | Włochy     | Serie B     | 3     | 0      | –                                      | –     | –      |
| 2004/05 | AC Perugia        | Włochy     | Serie B     | 12    | 0      | –                                      | –     | –      |
| 2005/06 | FC Crotone        | Włochy     | Serie B     | 12    | 0      | –                                      | –     | –      |
| 2005/06 | FC Metz           | Francja    | Ligue 1     | 12    | 0      | –                                      | –     | –      |
| 2006/07 | FC Crotone        | Włochy     | Serie B     | 14    | 0      | –                                      | –     | –      |
| 2006/07 | FC Sion           | Szwajcaria | Axpo League | 11    | 0      | –                                      | –     | –      |
| 2007/08 | FC Sion           | Szwajcaria | Axpo League | 22    | 0      | Liga Europy UEFA                       | 3     | 0      |
| 2008/09 | FC Sion           | Szwajcaria | Axpo League | 25    | 0      | –                                      | –     | –      |
| 2009/10 | FC Sion           | Szwajcaria | Axpo League | 29    | 1      | Liga Europy UEFA                       | 2     | 0      |
| 2010/11 | Wydad Casablanca  | Maroko     | Botola      | 16    | 0      | –                                      | –     | –      |
| 2011/12 | Al-Kharitiyath SC | Katar      | Q-League    | 11    | 0      | –                                      | –     | –      |
| 2012/13 | FC Nantes         | Francja    | Ligue 2     | 0     | 0      | –                                      | –     | –      |
| 2012/13 | Wydad Casablanca  | Maroko     | Botola      | 7     | 0      | –                                      | –     | –      |

## Kariera reprezentacyjna
W reprezentacji Maroka Alioui zadebiutował w 2003 roku. Na początku 2004 roku wystąpił w Pucharze Narodów Afryki i z kadrą Maroka wywalczył wicemistrzostwo kontynentu. W tym samym roku był kapitanem olimpijskiej drużyny na Igrzyska Olimpijskie w Atenach, na których Maroko nie wyszło z grupy. W 2008 roku Henri Michel powołał Aliouiego na Puchar Narodów Afryki 2008.